# Allen Evangelista
Allen Evangelista é um ator americano de televisão, mais conhecido pelo seu papel de Henry Miller na série teen The Secret Life of the American Teenager.

## Filmografia
- 2005 - Mozart and the Whale... Skeets
- 2005 - Zoey 101... Wayne Gilbert
- 2008-2009 - The Secret Life of the American Teenager... Henry Miller
- 2009 - Balls Out: Gary the Tennis Coach